# Futsal-Regionalliga Süd 2021/22
Die Saison 2021/22 ist die siebte Spielzeit der Futsal-Regionalliga Süd. Beginnend am 25. September 2021 ist sie, durch die Einführung der Futsal-Bundesliga, nun erstmals die zweithöchste deutsche Spielklasse im Futsal der Männer. Der Vorjahresmeister TSV Weilimdorf sowie Vizemeister FC Penzberg und der Stuttgarter Futsal Club stiegen durch die Quotientenregelung direkt in die neu geschaffene Futsal-Bundesliga auf. Aufgrund der COVID-19-Pandemie konnten in der letztjährigen Saison keine Absteiger ermittelt werden. Bereits am vorletzten Spieltag sicherte sich der SSV Jahn Regensburg durch ein 18:3-Heimsieg gegen den FC Deisenhofen vorzeitig die Meisterschaft und damit zugleich seinen zweiten  Meistertitel in der Futsal-Regionalliga Süd nach der Saison 2016/2017. Als Meister nimmt der SSV Jahn Regensburg damit an der Relegation zum Aufstieg in die Futsal-Bundesliga teil.

## Statistiken

### Tabelle
| Pl.                   | Verein                                      | Sp. | S  | U | N  | Tore    | Diff. | Punkte |
| --------------------- | ------------------------------------------- | --- | -- | - | -- | ------- | ----- | ------ |
| 1.                    | SSV Jahn Regensburg                         | 18  | 16 | 1 | 1  | 183:320 | +151  | 49     |
| 2.                    | Beton Boys München                          | 18  | 14 | 2 | 2  | 181:630 | +118  | 44     |
| 3.                    | SV Pars Neu-Isenburg                        | 18  | 11 | 1 | 6  | 113:107 | +6    | 34     |
| 4.                    | SGM TSV Weilimdorf II / Stuttgarter Kickers | 18  | 10 | 1 | 7  | 133:900 | +43   | 31     |
| 5.                    | TSV Neuried                                 | 18  | 6  | 4 | 8  | 073:102 | −29   | 22     |
| 6.                    | Karlsruher SC Futsal                        | 18  | 7  | 1 | 10 | 064:113 | −49   | 22     |
| 7.                    | FC Deisenhofen                              | 18  | 6  | 1 | 11 | 090:112 | −22   | 19     |
| 8.                    | SVK Futsal Allgäu (N)                       | 18  | 6  | 1 | 11 | 095:133 | −38   | 19     |
| 9.                    | ASC Neuenheim                               | 18  | 5  | 0 | 13 | 063:110 | −47   | 15     |
| 10.                   | GSV Karlsruhe                               | 18  | 2  | 2 | 14 | 052:185 | −133  | 08     |
| Stand: 02. April 2022 |                                             |     |    |   |    |         |       |        |

| Zum Saisonende 2020/21: |                                                  |
| (M)                     | Süddeutscher Futsal-Meister 2021: TSV Weilimdorf |
| (N)                     | Aufsteiger: SVK Futsal Allgäu                    |